# Hemidactylus romeshkanicus
Espèce
Hemidactylus romeshkanicus est une espèce de geckos de la famille des Gekkonidae.

## Répartition
Cette espèce est endémique du Lorestan en Iran.

## Description
Hemidactylus romeshkanicus mesure jusqu'à 70 mm, queue non comprise.

## Publication originale
- Torki, Manthey & Barts, 2011 : Ein neuer Hemidactylus Oken, 1817 aus der Provinz Lorestan, West-Iran, mit Anmerkungen zu Hemidactylus robustus Heyden, 1827 (Reptilia: Squamata: Gekkonidae). Sauria, vol. 33, n. 4, p. 47-56.